# Кампаччи, Маркос Антонио
Маркос Антонио Кампаччи (порт. Marcos Antonio Campacci, 1948) — бразильский ботаник.

## Биография
Маркос Антонио Кампаччи родился в 1948 году. 
Кампаччи занимается изучением бразильских растений семейства Орхидные. 
Он является автором таких публикаций, как Coletanea de Orquídeas Brasileiras и Coletânea de Orquídeas Brasileiras 2 — Bifrenaria. 

## Научная деятельность
Маркос Антонио Кампаччи специализируется на семенных растениях. 

## Некоторые публикации
- Neto, AD; DH Baptista; MA Campacci. Enciclopedia fotográfica de las Orquídeas Brasileñas — Vol. 1[2].
- Neto, AD; DH Baptista; MA Campacci. Brazilian Orchids Photographic Encyclopedia Vol. II.
- Campacci, MA. Coletanea de Orquídeas Brasileiras. Ed. Brasil Orquídeas.
- Campacci, MA. Coletânea de Orquídeas Brasileiras 2 — Bifrenaria. Ed. Brasil Orquídeas.
- Neto, AD; DH Baptista; MA Campacci. Coletânea de Orquídeas Brasileiras 3 — Novos Gêneros (baseados em Oncidium). Ed. Brasil Orquídeas.
- Paiva, V; MA Campacci. Icones Orchidacearum Brasilienses I e II. (ed. bilingüe port/ing).
- Campacci, MA; GR Chiron. 2002. O gênero Dungsiae sua mais nova espécie. Orquidário 16:3.
- Campacci, MA. 2002. × Encylaelia intermedia ou... × Hoffmanncyclia intermedia. Orquidário 16:4.